# Foro boario (Modena)
Il Foro boario è un edificio storico situato a Modena, già sede del mercato del bestiame e caserma dell'esercito austro-ungarico e oggi del Dipartimento di Economia "Marco Biagi" dell'Università di Modena e Reggio Emilia.

## Storia

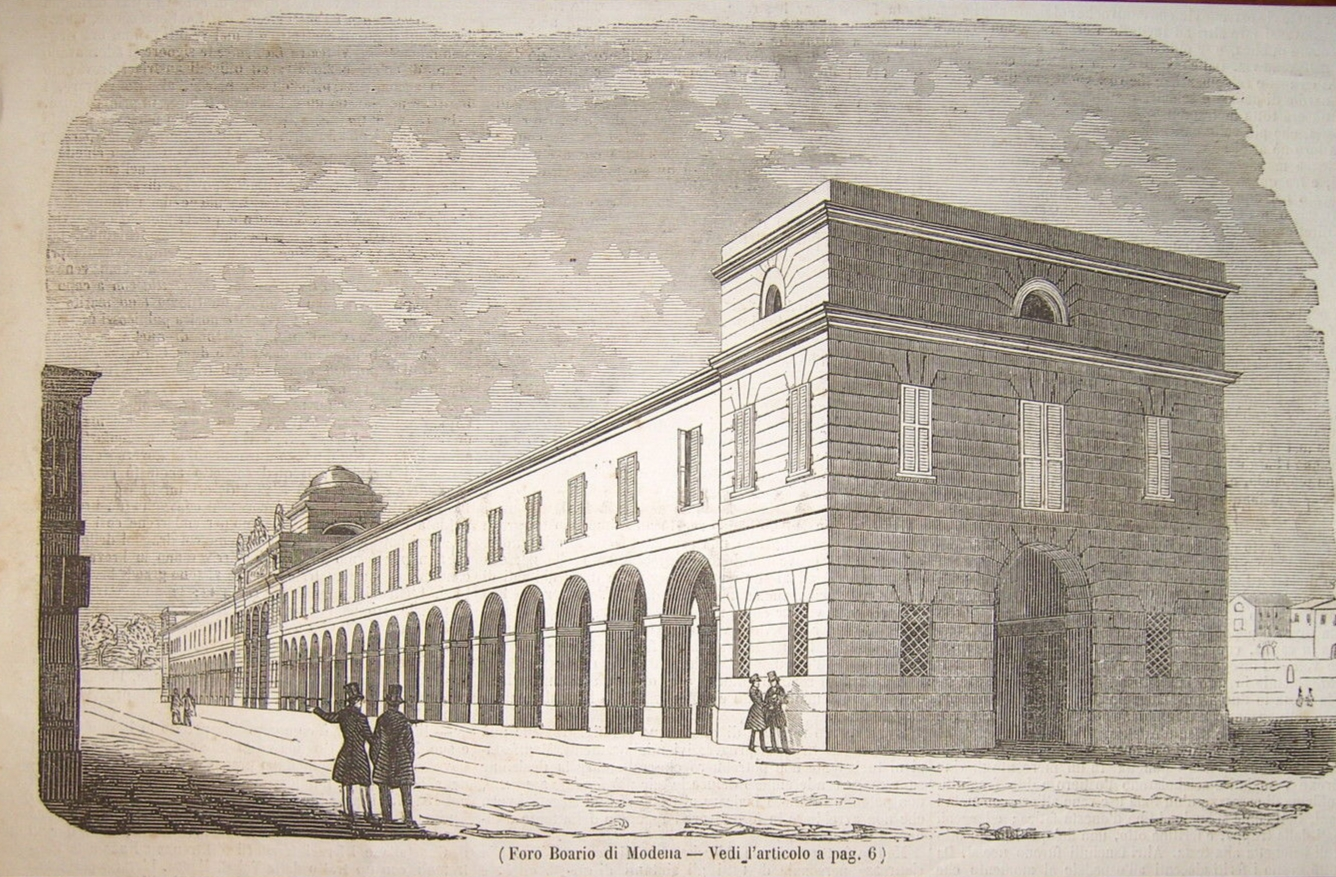
Il Foro boario con le arcate aperte (Il Mondo illustrato, 1848)

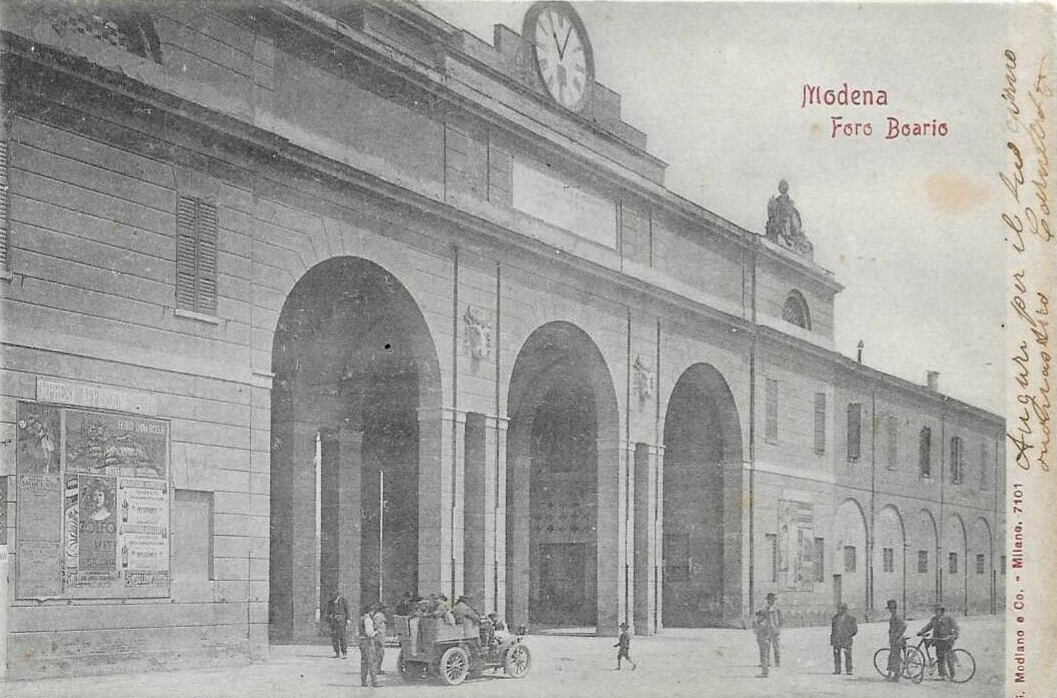
Atrio centrale (inizio XX secolo)

Nel 1833 il duca di Modena Francesco IV d'Este commissionò all'architetto modenese Francesco Vandelli un "grande portico di piazza d'armi", lungo oltre 250 metri e largo venti metri, "a onore e comodo dei fedeli agricoltori". Inaugurato l'anno successivo, l'edificio era destinato al mercato del bestiame e ad immagazzinare le derrate agricole (tra cui le granaglie), anche come scorta in caso di carestia.
Dopo una decina di anni, il palazzo divenne sede della caserma militare austriaca fino all'unità d'Italia. Nel 1887 il comune di Modena acquistò il foro boario dal Regno d'Italia. Nel corso degli anni, l'ex Foro Boario fu destinato a vari usi pubblici, realizzando anche nuovi ambienti con la tamponatura delle arcate dei portici laterali. Fu anche sede dei vigili del fuoco e della Croce Rossa.
Sottoposto a vincolo di tutela nel 1983, i lavori di restauro iniziarono nel 1989 su progetto dell'architetto Franca Stagi e nel 1994 venne inaugurata nell'ala orientale l'attuale sede della facoltà di Economia dell'Università di Modena e Reggio Emilia, fondata nel 1968 nella sede originaria del Direzionale 70 e dal 2012 chiamata Dipartimento di Economia "Marco Biagi". Nel 2002 è stata aperta l'ala occidentale, sede della Fondazione Fotografia Modena.

## Architettura

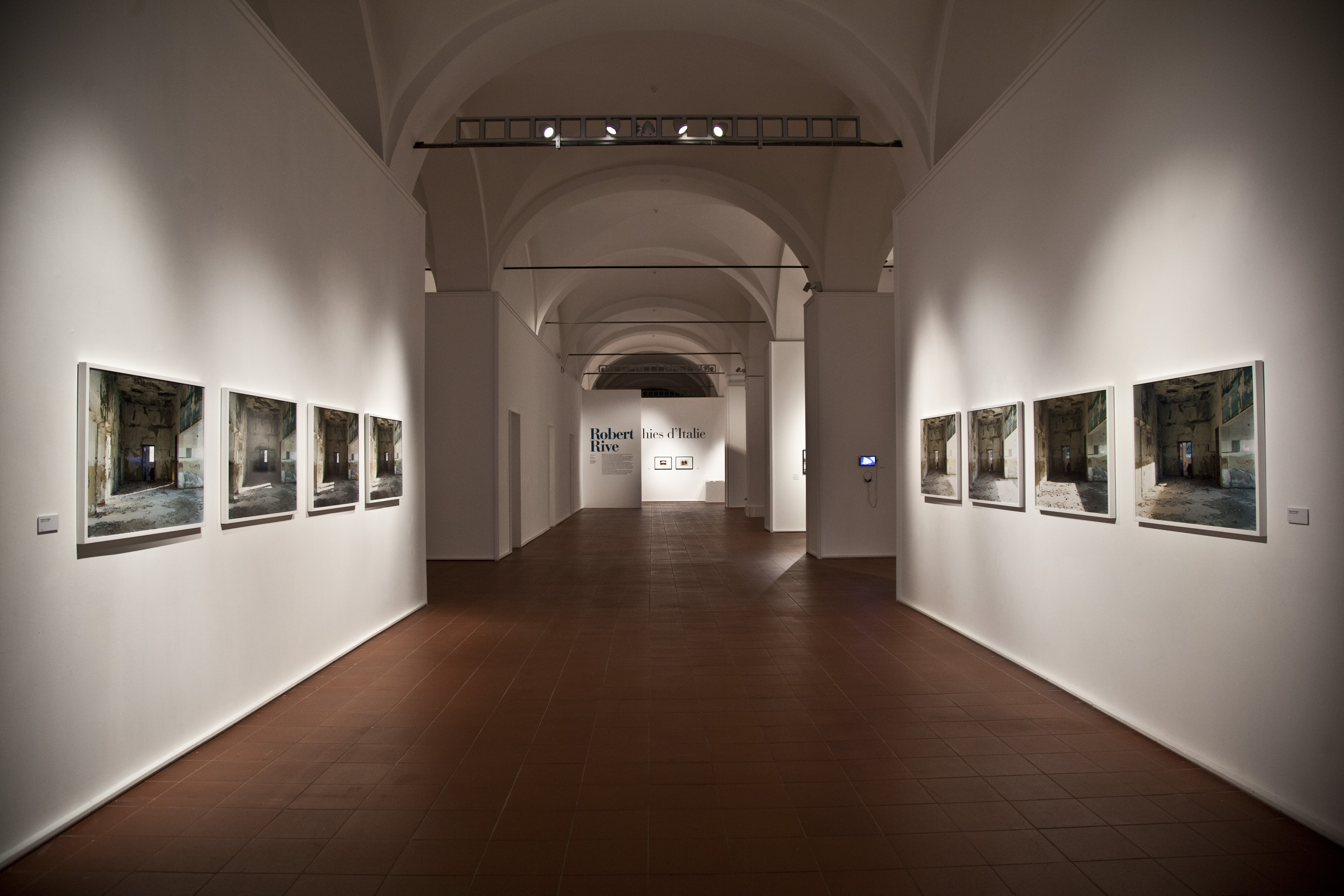
Esposizione della Fondazione Fotografia Modena

L'imponente struttura è caratterizzata da un ampio loggiato centrale, decorato con soggetti bucolici e rilievi, sorretto da tre file di arcate multiple e due lunghe ali laterali simmetriche con diciassette arcate murate che si concludono con una torretta. Su entrambi i lati del loggiato e sul soffitto delle volte sottostanti sono presenti tre quadranti dell'orologio realizzato da Lodovico Gavioli. Quattro sculture allegoriche di Luigi Righi rappresentano le Armi, la Fertilità, le Arti e il Tempo.
La facciata posteriore è limitrofa al parco Novi Sad, in passato noto come Piazza d'Armi perché utilizzato per le esercitazioni e parate dell'esercito estense.